# 八路军驻京办事处旧址
八路军驻京办事处旧址位于中国江苏省南京市鼓楼区，共两处，分别位于青云巷41号（原傅厚岗66号）和高云岭29号（原高楼门29号），其中前者已被列为江苏省文物保护单位，并于1987年10月设立八路军驻京办事处旧址纪念馆，现为梅园新村纪念馆的分馆。2019年10月16日，由中华人民共和国国务院以「八路军驻南京办事处旧址」之名公布为第八批全国重点文物保护单位。

## 建筑布局
傅厚岗66号。该建筑为建于1930年代的两层带阁楼西式楼房，砖木结构，原为张伯苓公馆。除主楼外，楼对门处设有传达室一间，楼后设有一排平房（当时西北侧小披间为油印室，北侧为厨房和食堂）。主楼上下各有住房三间（朝南两间，朝北一间，朝北的房间被不完全分隔为两部分）、卫生间及楼梯间各一间。当时楼下朝北房间为办公室及会客室（此处亦为入口处），朝南东间为李克农办公室兼卧室，西间为临时接待室（后叶剑英移住楼下此间），楼上朝北房间为博古的办公室及会客室，朝南东间为叶剑英办公室兼卧室，西间则为随从人员卧室。

## 历史
1937年8月9日，朱德、周恩来、叶剑英抵南京参加国防会议，就改编为八路军与蒋介石达成协议。8月25日，各大新闻媒体报道“该路军现已派叶剑英组设办事处”。处长李克农，工作人员有童小鹏、钱之光、夏之栩、熊天荆、张月霞、齐光、康一民、吴克坚等。8月底，博古抵南京就任中共代表。因原南开大学校长张伯苓与周恩来有师生之谊，故租借傅厚岗66号张公馆用作办事处办公用房，后因住房拥挤，又继续租借位于高云岭29号的两层西式楼房，作为博古和一些工作人员的住处，此外又租借了山西路附近的一排平房作为宿舍兼办公用房。
1937年9月22日，中央社公开发表《中国共产党中央委员会为公布国共合作宣言》。9月23日，蒋介石发布庐山讲话，承认中共合法地位。1937年10月初，中共中央指示南京办事处关于新四军改编事宜。10月30日，中共中央最终决定，南方红军游击队五分之三改编为一个军，五分之二原地坚持。1937年11月6日，中共中央致电在南京的博古，组建新四军，叶挺为军长。
从1937年8月19日至10月上旬，办事处保释出南京在押的数百名共产党政治犯。接待和审查苏浙两省获释中共政治犯1000多人，其中700多人经西安赴延安。
在博古领导下，黄文杰负责组织工作，重建长江中下游的党组织：南京市委、湖北省工委、皖中工委（安徽省工委）、浙江省工委等13个省市委。
筹备出版《新华日报》。
1937年11月19日苏州陷落，办事处主体人员乘火车出发赴武汉。12月初，叶剑英、李克农、童小鹏、廖承志、吴克坚等7人乘2台汽车出发赴武汉。